# Bistum Yizhou
| Bistum Yizhou          |                     |
| Basisdaten             |                     |
| Staat                  | Volksrepublik China |
|                        |                     |
| Diözesanbischof        | John Fang Xingyao   |
|                        |                     |
| Fläche                 | 18.000 km²          |
| Pfarreien              | 13 ( AP 1950)       |
| Einwohner              | 3.424.167 (AP 1950) |
| Katholiken             | 20.545 ( AP 1950)   |
| Anteil                 | 0,6 %               |
| Diözesanpriester       | 3 (AP 1950)         |
| Ordenspriester         | 22 ( AP 1950)       |
| Katholiken je Priester | 822                 |
| Ordensschwestern       | 45 (AP 1950)        |
|                        |                     |
| Ritus                  | Römischer Ritus     |
| Liturgiesprache        | Chinesisch          |
| Kathedrale             | Kathedrale zu Linyi |

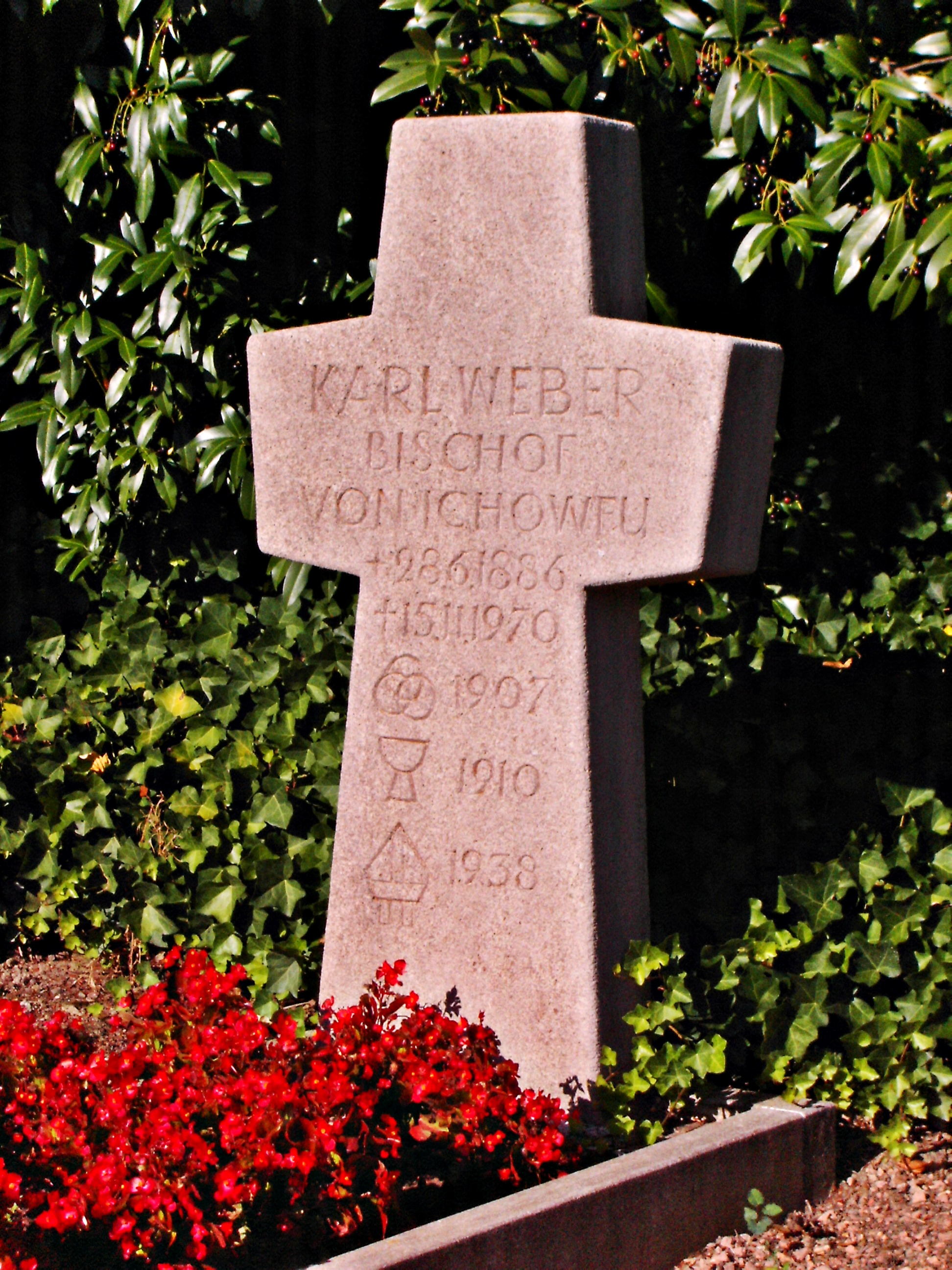
Grab von Karl Christian Weber SVD, dem ersten Bischof der Diözese. (Friedhof des Steyler Missionshauses St. Wendel)

Das in der Volksrepublik China gelegene Bistum Yizhou (lat. Dioecesis Iceuvensis) wurde am 1. Juli 1937 als Apostolisches Vikariat begründet und am 11. April 1946 zum Bistum erhoben.

## Leben
Das zur Kirchenprovinz Jinan gehörende Bistum war ein Missionsgebiet der Steyler Missionare, welche auch die Apostolischen Vikare und den ersten Bischof, den aus Deutschland stammenden Karl Christian Weber stellten, der am 15. November 1970 starb. Nach seinem Tod konnte das Bistum aufgrund der politischen Verhältnisse bis zum 22. September 2018 nicht mehr im Einvernehmen mit dem Heiligen Stuhl besetzt werden, an dem Papst Franziskus den seit 1997 amtierenden Bischof der Chinesischen Katholisch-Patriotischen Vereinigung, John Fang Xingyao, anerkannte.